# Minako Ōba
Minako Ōba (大庭 みな子, Ōba Minako) (née le 11 novembre 1930, morte le 24 mai 2007) est une écrivaine japonaise engagée dans la critique sociale.

## Biographie
Minako était la fille d'un médecin, Saburō Ōba et de sa seconde épouse, Mutsuko. Son père, né en 1894 à Asahi (en), est le fils d'un riche marchand de thé. En 1915, il s'installe à Niigata pour étudier la médecine, où il rencontre sa première femme Takiko, avec qui il a un fils. Lorsque Takiko meurt de tuberculose pulmonaire, il épouse sa sœur Mutsuko avec qui, il a un fils et deux filles, dont Minako était l'aînée.
Minako Ōba est issu d'un foyer éduqué. Ses deux oncles maternels ont fait des études supérieures, et sa tante et sa mère étaient diplômées du Lycée. Sa mère est par ailleurs une moga (mot japonais contractant les mots anglais japonisé « modern » et « girl » — prononcé gal en japonais), ce qui signifiait qu'elle s'habille et se coiffe à l'occidentale dans un Japon encore très traditionnel (où la plupart de femmes s'habillent toujours en kimono) et qu'elle embrasse toutes les modes occidentales (pas seulement vestimentaires).
Après avoir terminé ses études, son père commence à travailler au ministère de la Marine, à Tokyo, où Minako naît. Sa mère a fréquenté une école de couture occidentale et une école d'anglais en ville. Elle poursuit ses études après la naissance de ses enfants. La famille est très portée sur la littérature : on y lit aussi bien les auteurs japonais classiques que les modernes (dont Tanizaki bien que son père qualifie son œuvre de "littérature libertine amorale") que les auteurs occidentaux, tels que Tolstoï, Flaubert, Hugo, Maupassant et d'autres.
Pendant la guerre, sa famille vit un temps à Hiroshima, où elle participe avec sa classe à l'effort de guerre obligatoire. Elle l'évoquera plus tard dans une nouvelle. Après la guerre, la famille retourne s'installer à Niigata, où le père devient médecin de campagne.
Minako Ōba fréquente l'Université pour femmes de Tsuda (津 田 塾 大学, Tsudajuku Daigaku). Elle y suit des cours de littérature anglaise et en sort diplômée en 1953. Elle travaille d'abord comme enseignante jusqu'à ce que des problèmes de santé l'en empêchent. Deux ans plus tard, elle épousa Toshio, un ingénieur qu'elle a rencontré pendant ses études. Ils immigrent à Sitka, en Alaska, en 1959.
Elle commence à écrire pendant ses études, et participe à des concours pour les jeunes talents littéraires, mais sans succès. Elle passe dix années qu'elle a passé à l'étranger où elle continue d'écrire et se fait publier au Japon. Pendant ses années en Alaska, elle se tient au courant des nouvelles littéraires japonaises de manière détournée : sa mère emballe les colis qu'elle envoie à sa fille dans les magazines littéraires qu'elle a fini de lire. C'est ainsi que Minako apprend par hasard en 1968 qu'elle a reçu le Prix Gunzô (prix pour des Jeunes Auteurs, attribué par la revue littéraire Gunzô) ainsi que le prix Akutagawa, le prix littéraire le plus prestigieux du Japon, tous les deux pour Sanbiki no kani (« Trois crabes »).
En 1970, elle quitte l'Alaska pour retourner au Japon, où elle vit à Tokyo. Elle reçoit et le prix Tanizaki en 1982 pour Katachi mo naku (寂兮寥兮). En 1984, elle publie son autobiographie (traduite en allemand sous le titre Tanze, Schneke, Tanz). De 1987 à 1997, elle devient membre du comité du prix Akutagawa. Elle est la première femme à occuper ce poste.
En 1991, elle devient membre de l'Académie d'art japonaise. En 1996, victime d'un infarctus cérébral, elle se retrouve dans un fauteuil roulant et elle succombe aux séquelles de cet infarctus en 2007.

## Liste des œuvres traduites en français
- L’Île sans enfants, roman traduit par Corinne Atlan, Editions du Seuil, 1995.
- La Fleur de l'oubli, roman traduit par Corinne Atlan, Editions du Seuil, 2002.
- Larmes de princesse, roman traduit par Corinne Atlan, Editions du Seuil, 2006.
- Le Daim décapité, dans Amours - Anthologie de nouvelles japonaises contemporaines Tome 3, nouvelle traduite par Jean-Jacques Tschudin, Éditions du Rocher, 2008.

## Livres publiés (sélection)
- Sanbiki no kani (Three Crabs), 1968.
- Funakuimushi (ふなくい虫), Tōkyō : Kōdansha, 1970.
- Yūreitachi no fukkatsusai, 1970
- Sabita kotoba, 1971.
- Shishu sabita kotoba (A Poetry Collection of Tarnished Words), 1971.
- Tsuga no yume, 1971.
- Uo no namida, 1971.
- Kokyū o hiku tori, 1972.
- Yasō no yume, 1973.
- Aoi kitsune, Tōkyō : Kōdansha, 1975.
- Garakuta hakubutsukan, 1975.
- Urashimasō, 1977.
- Aoi chiisana hanashi, 1978.
- Samete miru yume, 1978.
- Hāna to mushi no kioku, 1979.
- Onna no danseiron, 1979.
- Taidan sei to shite no onna, 1979.
- Tankō, 1979.
- Katachi mo naku (寂兮寥兮), Tōkyō : Kawade Shobō Shinsha, 1982.
- Shima no kuni no shima (島の国の島), Tōkyō : Ushio Shuppansha, 1982.
- Kakeru otoko no yokogao (駈ける男の横顔), Tōkyō : Chūō Kōronsha, 1984.
- Mae mae katatsumuri (舞へ舞へ蝸牛), Tōkyō : Fukutake Shoten, 1984.
- Naku tori no (啼く鳥の), Tōkyō : Kōdansha, 1985.
- Onna otoko inochi (女・男・いのち), Tōkyō : Yomiuri Shinbunsha, 1985.
- Onna (女), Tōkyō : Sakuhinsha, 1987.
- Manʾyōshu (万葉集), Tōkyō : Kōdansha, 1989.
- Kaoru ki no uta : haha to musume no ōfuku shokan (郁る樹の詩: 母と娘の往復書簡), Tōkyō : Chūō Kōronsha, 1992.
- Nihyakunen (二百年), Tōkyō : Kōdansha, 1993.
- Yuki (雪), Tōkyō : Fukutake Shoten, 1993.
- Warabeuta mutan (わらべ唄夢譚), Tōkyō : Kawade Shobō Shinsha, 1995.

## Récompenses
- 1968 - Prix Akutagawa et Prix Gunzô pour Sambiki no kani (三 匹 の 蟹)
- 1975 - Prix de littérature féminine pour Garakuta hakbutsukan (が ら く た 博物館)
- 1982 - Prix Tanizaki pour Katachi monaku (寂 兮 寥 兮)
- 1986 - Prix Noma pour Naku tori no (啼 く 鳥 の)
- 1989 - Prix Kawabata pour Umi ni yuragu ito (海 に ゆ ら ぐ 糸)
- 1991 - Prix Yomiuri catégorie Critiques / Biographies pour Tsuda Umeko (津 田梅子)
- 1996 - Prix Kawabata pour Akai mangetsu (赤 い 満 月)
- 2003 - Prix Murasaki Shikibu pour Urayasu uta nikki (浦 安 う た 日記)

## Traductions en anglais
- (en) Tarnished Words: The Poetry of Oba Minako  (trad. Janice Brown), EastBridge, coll. « Signature Books Series », 2005 (ISBN 1-891936-38-7).
- (en) Of Birds Crying  (trad. Michiko N. Wilson et Michael K. Wilson), Cornell University, coll. « Cornell East Asia Series », 2011 (ISBN 978-1-933947-30-3)
- (en) « The Three Crabs », Japan Quarterly, vol. 25, no 3,‎ 1er juillet 1978, p. 323 (lire en ligne).